# Saint-Benin-des-Bois
Saint-Benin-des-Bois is een gemeente in het Franse departement Nièvre (regio Bourgogne-Franche-Comté) en telt 196 inwoners (2009). De plaats maakt deel uit van het arrondissement Nevers.

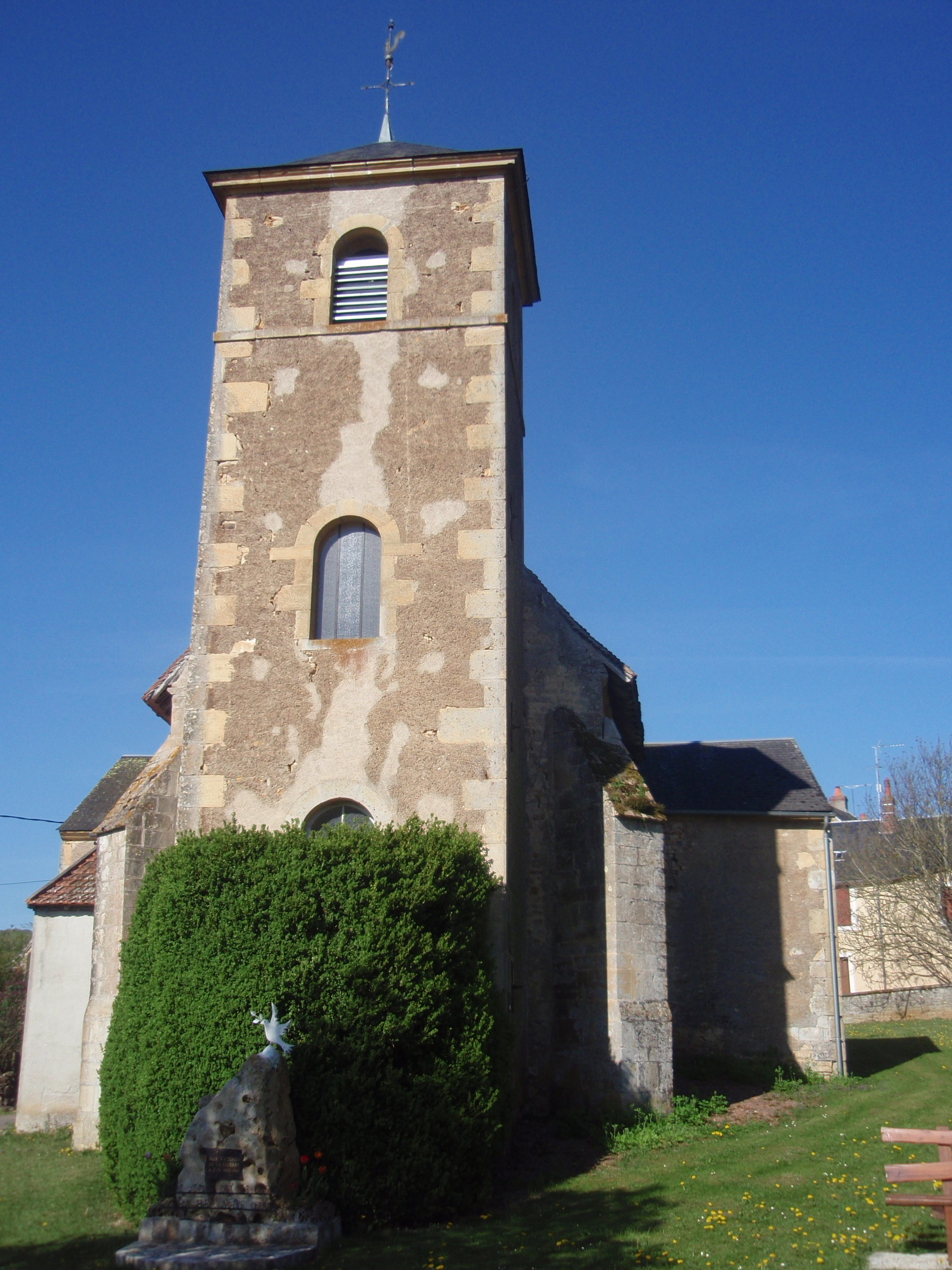
Kerk van Saint-Benin-des-Bois

## Geografie
De oppervlakte van Saint-Benin-des-Bois bedraagt 20,1 km², de bevolkingsdichtheid is 10,1 inwoners per km².
De onderstaande kaart toont de ligging van Saint-Benin-des-Bois met de belangrijkste infrastructuur en aangrenzende gemeenten.

## Demografie
Onderstaande figuur toont het verloop van het inwonertal (bron: INSEE-tellingen).